# Hickory megye
Hickory megye az Amerikai Egyesült Államokban, azon belül Missouri államban található. Megyeszékhelye és legnagyobb városa Hermitage. Lakosainak száma 8279 fő (2020. április 1.). Hickory megye Benton, Polk, Camden, Dallas és St. Clair megyékkel határos.

## Népesség
A megye népességének változása:
| Lakosok száma | 9641 | 9591 | 9399 | 9305 | 9201 | 8279 |
|               | 2010 | 2011 | 2012 | 2013 | 2015 | 2020 |